# Troisvaux Communal Cemetery
Troisvaux Communal Cemetery is een begraafplaats gelegen in de Franse plaats Troisvaux (Pas-de-Calais). De militaire graven worden onderhouden door de Commonwealth War Graves Commission.
De begraafplaats telt 3 geïdentificeerde Gemenebest graven uit de Tweede Wereldoorlog.